# Верначча ди Сан-Джиминьяно

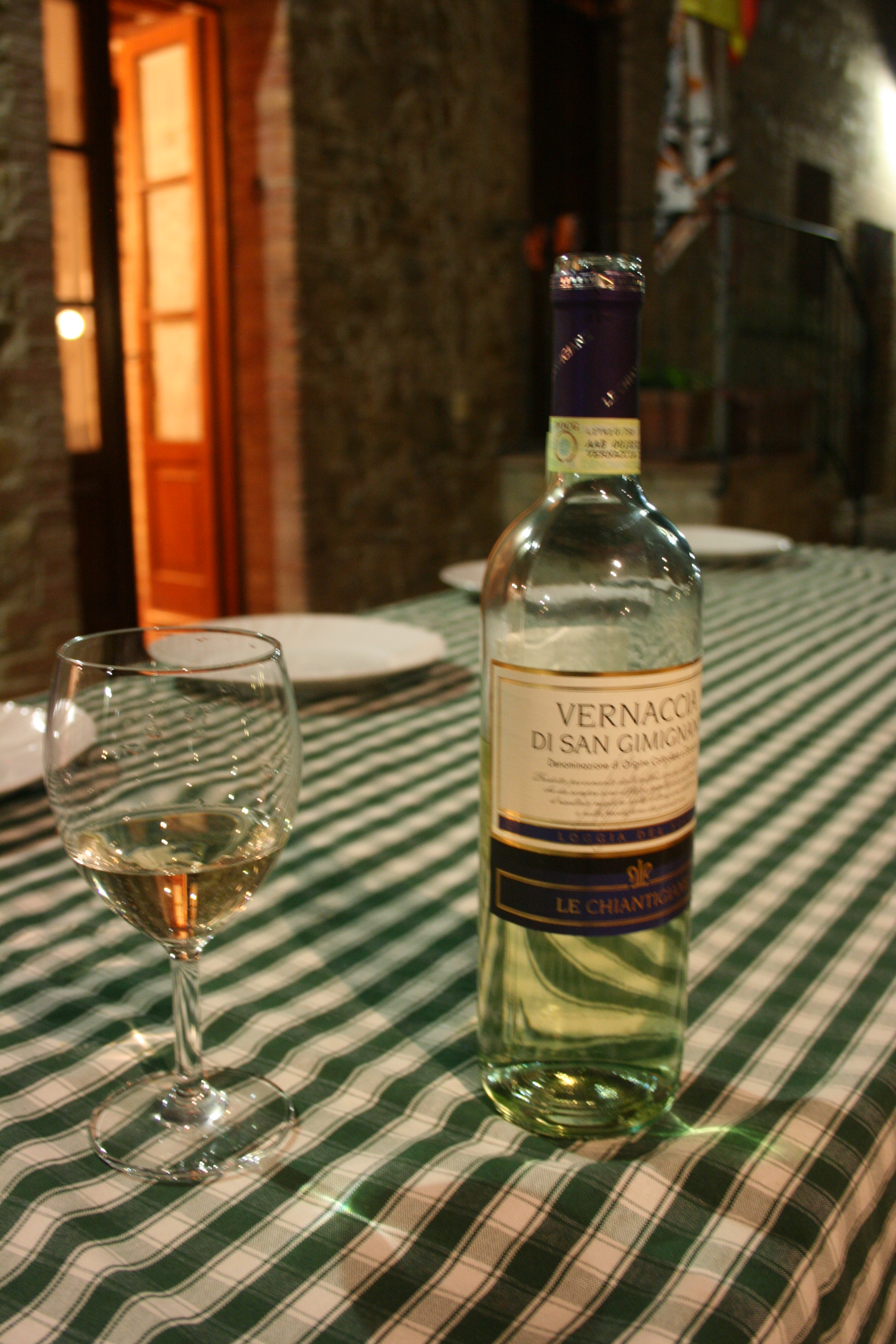
Бутылка вина

Верначча ди Сан-Джиминьяно (итал. Vernaccia di San Gimignano) — сухое белое вино, производимое в итальянском городе Сан-Джиминьяно, преимущественно (не менее 85 %) из винограда сорта верначча. По правилам аппеллясьона разрешено добавление неароматных тосканских белых сортов винограда (не более 15 %). Вино получило в 1966 году категорию DOC, которая в 1993 году была заменена более высокой категорией DOCG.
Одно из старейших вин Италии, история его производства уверенно отслеживается с XIII века. Производится из винограда, выращенного в окрестностях городка Сан-Джиминьяно, этим объясняется и его название — от латинского слова vernaculum (местный). Согласно требованиям аппеллясьона виноградники должны располагаться на высоте не более 500 метров над уровнем моря. При этом строго ограничивается урожайность — не более 90 центнеров с гектара. Переработка урожая должна производиться строго в Сан-Джиминьяно либо в ограниченном числе хозяйств, получивших необходимую авторизацию. Вино имеет светло-жёлтый цвет, аромат не выражен, способно к выдержке. Вино класса Riserva должно быть выдержано в ёмкостях из нержавеющей стали не менее чем 11 месяцев.